# Contea di McKinley
La contea di McKinley, in inglese McKinley County, è una contea dello Stato del Nuovo Messico, negli Stati Uniti. La popolazione al censimento del 2000 era di 74 798 abitanti. Il capoluogo di contea è Gallup.

## Geografia
La contea si trova nella regione nord-occidentale dello Stato. Nella contea si trovano la Riserva Navajo e la Riserva degli Zuñi. Più di tre quarti della popolazione è nativa. La contea ospita il parco nazionale storico della cultura Chaco.

### Contee confinanti
- Contea di San Juan - nord
- Contea di Sandoval - est
- Contea di Cibola - sud
- Contea di Apache (Arizona) - ovest

## Storia
La contea fu creata nel 1901 e fu chiamata così in onore del presidente William McKinley.

## Comuni
L'unica city è Gallup, il capoluogo. La contea è divisa nei seguenti census-designated place:
| - Becenti - Black Hat - Black Rock - Bluewater - Borrego Pass - Brimhall Nizhoni - Catalpa Canyon - Church Rock - Continental Divide - Crestview - Crownpoint | - Crystal - Fort Wingate - Gamerco - Haystack - Homer C Jones - Iyanbito - Jamestown - Manuelito - McGaffey - Nakaibito - Navajo | - Ojo Encino - Pinedale - Pinehaven - Prewitt - Pueblo Pintado - Purty Rock - Ramah - Red Rock Ranch - Rock Springs - Sagar - Sundance | - Thoreau - Timberlake - Tohatchi - Tse Bonito - Twin Lakes - Vanderwagen - White Cliffs - Williams Acres - Yah-ta-hey - Zuni Pueblo |